# 李力持
李力持（英語：Lee Lik Chi，1961年5月10日—），暱稱大力，香港電影導演、編劇、演員，東莞石排鎮人。

## 背景

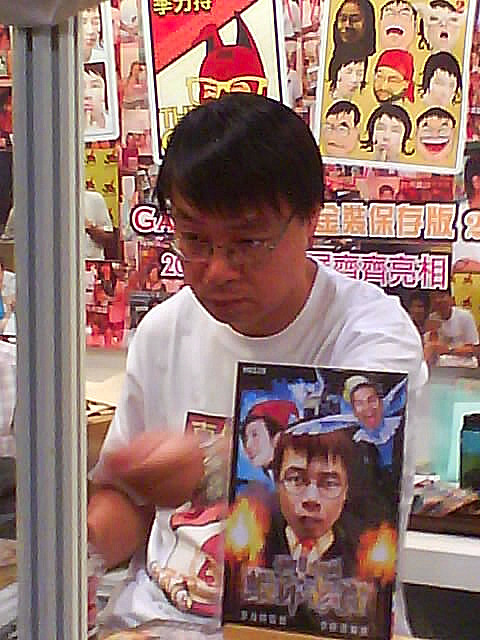
簽名會

李力持原籍廣東東莞石排鎮，小時候居住在九龍土瓜灣山谷道邨12座。他是何文田海星學校第14屆畢業生（1967年至1973年）。1978年，李力持畢業於新亞中學，為該校第一屆校友，後於1979年在該校完成中六預科課程。他曾於香港中學會考中文科和數學科取得A級成績。預科畢業後當過倉務員，其後在1982年加入香港亞洲電視任職助理編導，之後轉投無綫電視任編導。
他在無綫時的代表作有《蓋世豪俠》和《他來自江湖》，都是由周星馳主演。因與周星馳的合作取得成功，李力持開始被電影公司招攬，夥拍周星馳拍攝大量電影，包括《破壞之王》、《國產零零漆》、《唐伯虎點秋香》、《食神》、《喜劇之王》、《少林足球》等，曾是喜劇界「黃金組合」。
李力持自《少林足球》後便沒有再與周星馳合作，有傳是二人因拍攝手法鬧不和所致，亦有聲音認為是李力持能力不足被周星馳棄用。。此後，李力持所執導電影的質素每況愈下，被一些香港觀眾均譏諷李力持為「爛片王」，其中《唐伯虎點秋香2》更被指拍攝超期超支，使電影公司感不滿，據資深傳媒工作者，著名電視、電影編劇蕭若元在網台透露，「早5、6年前，某人上大陸拍戲，以為自己係大導演。上到去先搞好所有劇本（到了中國大陸才編好劇本），日日喺酒店房內（每天在酒店房間內），結果嚴重超支，最後被人摑了兩巴收場。」
李力持於2010-2011年度微笑企業大獎頒獎典禮擔任微笑大使，頒獎予港澳地區多個於微笑服務表現優異的企業。亦於2015年度擔任微笑員工評審。
2015年1月，根據肇慶市人民政府之網站上的公佈，李力持與前民主黨葵青區區議員周奕希成為肇慶市增補政協委員。

## 喜劇之王著作權爭議
2018年，李力持欲開拍電影《喜劇之王2018》，其後收到周星馳名下的星輝海外有限公司的律師信，指控電影侵犯其著作權。最終李力持並沒有開拍《喜劇之王2018》並向周星馳道歉，而周星馳執導的《新喜劇之王》則於2019年2月上映。

## 電視劇製作

### 亞洲電視
- 1983年《鹹魚豆腐白菜仔》助理編導、《飛越擂台》助理編導、《大家HAPPY》助理編導、《劍仙李白》助理編導
- 1984年《醉拳王無忌》助理編導+製作統籌、《天堂烏》製作統籌、《醉拳王無忌之日帝月后》製作統籌
- 1985年《大千小傳》編導、《仙女多情》編導、《諸葛亮》編導
- 1986年《冒險家樂園》編導

### 無綫電視
- 1986年《英雄故事》編導
- 1987年《靜待黎明》編導
- 1988年《南拳蔡李佛》編導、《大都會》編導、《當代男兒》編導
- 1989年《他來自江湖》編導、《蓋世豪俠》編導
- 1990年《奇幻人間世》編導
- 1990年《越柙飛龍》電視電影導演
- 1991年《英雄淚》電視電影導演
- 1991年《越柙飛龍II之虎穴潛龍》電視電影導演
- 1992年《羣星會》電視電影監製兼導演、《狗紋龍爸爸》電視電影監製兼導演
- 1993年《拳聖》電視電影監製兼導演
- 1993年《江湖夢》電視電影監製兼導演

### 其他
- 2014年《江南四大才子》導演

## 電台主持
李力持於1997年進軍電台，與吳君如合作主持受歡迎節目《嘩嘩嘩！打到嚟》，同年奪得「最受歡迎電台節目主持人」第七位。亦曾經於商業二台主持節目《你唔好去死》及《星期日朝你得我》。自1999年10月開始亦為香港電訊互動電視（ITV）監製並主持娛樂資訊節目《娛樂跨媒睇》（每星期製作一輯，每輯半小時）。
2004年，李力持開始於香港電台與曾華倩合作主持《李真超人》，2006年與車淑梅合作主持港台節目《開心日報》。
2008年，他與吳君如和阮子健在星期三在《嘩嘩嘩打到嚟！2008》以嘉賓主持出現。

## 報章雜誌專欄
李力持曾為《太陽報》副刊《唔系講笑》、《經濟日報》副刊《寫意空間──跨媒體創意》、《蘋果日報》副刊《力持己見》及《成報》副刊《力持己見》撰寫專欄，及每週為電腦IT資訊雜誌《電腦廣場》撰寫有關AV數碼產品文章。現時李力持為《頭條日報》撰寫笑話，及為雙月刊攝影雜誌《JPG》撰寫專欄。

## 書籍出版
2000年1月，李力持首次自資出版書籍《真係笑話》前篇及後篇，銷量超越10萬本。其後于2001年7月成立「力出版有限公司」，出版不同類型的書籍，包括《吳君如減肥血淚史》及《推背圖》。同時《真係笑話》系列銷量衝破30萬冊，成為香港有史以來最暢銷笑話系列叢書。除《真係笑話》外，李力持亦有嚴肅的散文作品如《開心的牛》、《開心的接班人》及《逆境自強·截擊挫敗》VCD等。

## 電影
| 年份 | 片名                      | 角色               | 職務       |
| 1991 | 龍的傳人                  |                    | 執行導演   |
| 1991 | 五億探長雷洛傳            | 扒手同夥           |            |
| 1991 | 情聖                      | 導演               |            |
| 1992 | 黃飛鴻笑傳                | 導演               |            |
| 1993 | 黃飛鴻對黃飛鴻            | 導演               |            |
| 1993 | 唐伯虎點秋香              | 導演               |            |
| 1993 | 廣東五虎之鐵拳無敵孫中山  | 導演               |            |
| 1994 | 破壞之王                  | 節目製作人         | 導演、演員 |
| 1994 | 國產凌凌漆                | 鐵腿水上漂         | 導演、演員 |
| 1994 | 戀愛的天空                |                    | 導演       |
| 1995 | 十兄弟                    |                    | 導演、演員 |
| 1995 | 整蠱王                    |                    | 導演       |
| 1995 | 追女仔95之綺夢            |                    | 導演       |
| 1995 | 回魂夜                    | 警衛               | 演員       |
| 1995 | 鼠膽龍威                  | 黎小田             | 演員       |
| 1995 | 山水有相逢                |                    | 演員       |
| 1996 | 食神                      |                    | 導演       |
| 1996 | 大內密探零零發            | 國師               | 演員       |
| 1996 | 古惑女之決戰江湖          | 律師               | 演員       |
| 1996 | 古惑仔2之猛龍過江         | 簡頂池             | 演員       |
| 1996 | 人間色相                  |                    | 演員       |
| 1996 | 洪興仔之江湖大風暴        |                    | 演員       |
| 1997 | 愛你愛到殺死你            |                    | 導演       |
| 1997 | 求戀期                    | 卡啦OK經理         | 演員       |
| 1997 | 陰陽路                    |                    | 演員       |
| 1997 | 超級無敵追女仔            | 簡頂池             | 演員       |
| 1997 | 誤人子弟                  | 超市主持           | 演員       |
| 1997 | 黑獄斷腸歌之砌生豬肉      | 太平紳士           | 演員       |
| 1997 | 超級無敵追女仔2之狗仔雄心 |                    | 演員       |
| 1998 | 行運一條龍                |                    | 導演       |
| 1998 | 陰陽路之升棺發財          |                    | 演員       |
| 1999 | 喜劇之王                  |                    | 導演       |
| 1999 | 玻璃樽                    | 扒手               | 演員       |
| 1999 | 娛樂之王                  |                    | 演員       |
| 2000 | 江湖告急                  | 牛屎強             | 演員       |
| 2000 | 特警新人類2               |                    | 演員       |
| 2001 | 少林足球                  |                    | 執行導演   |
| 2001 | 2002                      |                    | 演員       |
| 2002 | 一蚊鸡保镖                | 陳生               | 演員       |
| 2003 | 恋上你的床                | 李俊偉             | 演員       |
| 2003 | 安娜與武林                | 洪鋒               | 演員       |
| 2004 | 魔幻廚房                  | 李俊偉             | 演員       |
| 2004 | 大佬愛美麗                | 梁先生             | 演員       |
| 2007 | 美女食神                  | 南北食神大決戰評判 | 演員       |
| 2008 | 我老婆係賭聖              | 大口關             | 演員       |
| 2010 | 唐伯虎点秋香2之四大才子   |                    | 導演       |
| 2010 | 越光寶盒                  | 神秘人             | 演員       |
| 2010 | 葉問前傳                  | 翻譯員             | 演員       |
| 2010 | 人間喜劇                  | 導演               | 演員       |
| 2012 | 飛吧！別讓我追            |                    | 導演       |
| 2013 | 瘋狗是個傳說              | 梁飯探長           | 導演、演員 |
| 2013 | 四季人生                  |                    | 導演       |
| 2015 | 華Xiao英雄                |                    | 導演       |
| 2020 | 平凡老爸                  | 平凡老爸           | 導演       |

## 配音
- 2005年 《四眼雞丁》聲飾 棒球隊比賽評術及主持人(狗主持)

## 曾演出電視節目
- 1989年 香港無綫電視：《他來自江湖》 飾 的士乘客（第1集）／街市路人（第2集）／食客（第27集）／過路人（第28集）
- 1990年 香港無綫電視：《越柙飛龍》 飾 的士司機
- 2005年 台灣電視：《中華小當家》 飾 蜜蜂
- 2005年 香港無綫電視：《秀才遇著兵》 飾 彭威
- 2007年《老散窩輪周記》（第一輯）
- 2007年《老散窩輪周記》電視版
- 2007年 香港亞洲電視：《真係笑話》
- 2008年 香港無綫電視：《秀才愛上兵》 飾 雷飛龍
- 2009年 香港無綫電視：《係咪小兒科》第21至22集嘉賓
- 2010年 香港無綫電視：《谈情说案》 饰 赵亮仁（赵教授）
- 2011年 香港亞洲電視：《11點後特區》
- 2012年 香港亞洲電視：《亞視百人》嘉賓
- 2013年 香港無綫電視：《畫時代》第8集
- 2015年 香港無綫電視：《網絡挑機》
- 2016年 香港無綫電視 :《Sunday好戲王》 (第13集)
- 2021年 广东广播电视台：《外来媳妇本地郎》饰 李力持（客串）

## 政治取態及相關爭議
李力持反對佔領中環，一般被視為親建制派人物，他在臉書發表聲明表示支持2017年有普選，但必須是符合《基本法》的選舉模式，且他亦表明不同意佔中，認為是違法、擾民及不為後果負責任之激進行動。自反送中運動起，李力持曾經多次被指控散播有利於香港親建制派，或批評，揶揄民主派的假新聞。
2020年2月26日，因鄧麗欣一句閒話便被中國大陸人炒作成「煞景事件」。李力持以前導演身份於微博多翻留言稱：「這場景會叫作殺青（李誤寫成「剎清」），但『煞景』真的聞所未聞喔。」（呢個「場景」剎清就有，「煞景」真係從來未聽過喎）。

### 反修例運動相關爭議
李力持在2019年逃犯條例修訂一事上，一直支持香港特區政府修例。其後政府宣佈暫緩修例，但他仍要求參與反對條例的「暴徒」回應五個訴求：
- 承認2019年6月9日及6月12日在立法會大樓一帶發生暴動，暴動參與者立即自首；
- 承諾日後進行和平示威不戴口罩、頭盔、眼罩；
- 立即停止對警察及其家屬進行起底及恐嚇行為；
- 成立獨立調查委員會抽出暴動的幕後策劃及金主；
- 民陣發起人及所有泛民議員立刻向林鄭特首及警隊上下人員及家屬公開道歉。[13][14]

此外，李力持被懷疑是拍攝《逃犯條例修訂》的抗爭者的影片《致年青人：你們沒上街的父母根本沒有愛過你》的背後製作人。
2019年7月1日至2日，香港發生立法會被示威者佔領的事件，不時批評社會亂局和支持香港警察的李力持在其臉書專頁說：「既然圍立法會大家都盡興，又好玩又冇事，又上晒報紙又冇人敢拉！貢（咁）好玩請問手無寸鐵義士們，下次攻佔邊度？好期待，中聯辦？禮賓府？解放軍軍營？（既然包圍立法會大家都盡興，又好玩又沒事，又登上報紙又沒有人被捕！那麼好玩，請問手無寸鐵的義士們，下次哪裡？好期待，中聯辦？禮賓府？解放軍軍營？）」有網民指他的言論有如教唆他人犯法，認為要讓警方介入調查，嚴正執法，李力持後來將帖文刪除。
2019新型冠狀病毒在香港肆若下，李力持因反送中運動中有大量義務急救員出動，在2020年2月5日於Facebook發表帖文。他表示「現在有病人真正需要急救員但急救員沒有出動，同時暗示示威者無急救需要。」然而急救員的作用，只是為受傷的人進行初步救援和護理，與醫護人員的差別極大。

### 涉嫌散播假新聞批評香港教科書
2020年4月16日，李力持再被批評於Facebook上發布（及轉發）假消息。李力持將一本印有批評林鄭月娥並支持反修例運動的刊物硬說成是一本「教科書」，其後李力持的帖子得到多個親政府及撐警群組流傳，李力持雖然未有提及這本書的名稱、科目及出版社，甚或任何其他這本書的名稱、科目及出版社，但其後關鍵評論網查証都，該圖出自《消失了的連儂牆︰消失了的送中惡法》一書而非教科書，李無的放矢，結果引來媒體報導，網民批評。

### 涉教唆偽造記者證 警指證據不足
2020年5月14日，李力持在其臉書專頁發佈一張記者證的樣本，並稱「邊位想做記者可以自己 DIY（誰人想成為記者可自行製作記者證）」。香港記者協會發表聲明指李力持涉嫌教唆他人偽造記協記者證，可能觸犯刑事罪行。記協事後報警求助，不過到同年8月3日，警方以證據不足為由，不會採取檢控行動。記協正研究跟進行動。

### 轉載台灣警察暴力執法假新聞
於2020年5月29日，李力持於Faceook分享一張圖片，圖片顯示4名身穿台灣警察制服的男子，將一名身穿黑色上衣的男子按在地上，圖中配以「台灣黑警抬走台北車站香港難民」。該照片得到楊官華的WKtv華記頻道 Facebook專頁轉發，及後台灣自由時報於同日澄清，表示該張圖片，為2018年9月台北捷運警察隊進行演練時的新聞照片，並非是網路上盛傳的「台版黑警」抬走難民等假訊息。傳真社其後向李力持及楊官華查詢，會否就不實內容刪帖，但對方未有回應。研究資訊戰的學者沈伯洋回應事件時直指「每天都要被這些東西煩死」，亦有台灣網民批評，台灣警察換制服已經一年多，批評中國人散播偽造新聞也不做功課。

### 使用性愛片截圖誹謗盧覓雪
李力持於2020年3月11日在社交媒體Facebook發出兩篇帖文及一張性愛片的截圖，聲稱香港知名節目主持人盧覓雪跟外籍男子有性愛片段流出，又在帖文稱盧覓雪是黃屍及做開「杜曱甴喱show」。盧覓雪其後在直播節目否認是性愛片段中的人物，她指在5年前曾經有傳媒以該片段向她查詢，而她並非性愛片段的女主角，當時也不太在意，然而李力持在Facebook的帖文卻一口咬定性愛片段的女角是她，而且雙方都有不少共同朋友，李力持又寫得言之鑿鑿，不少人因此信以為真，令她需要不斷向親朋好友解釋，連外出逛街都被途人投以奇怪目光，使她飽受情緒困擾及感到憤怒，須要看心理醫生。盧覓雪與網絡電台「杜汶澤喱騷」創辦人杜汶澤商量後決定採取法律行動，於2020年6月16日入稟香港區域法院循民事訴訟控告李力持誹謗及發表惡意虛構言論，要求法庭頒發禁制令及李力持作出賠償。李力持被控告誹謗後在2020年7月聲稱已於3月12日關閉Facebook賬號並表示會收回有關言論。區域法院於2020年11月26日裁定原訴人勝訴，李力持須要就針對盧覓雪的誹謗行為作出賠償及承擔訴訟費。

## 延伸閱讀
- 力持己見 回歸十年感想（页面存档备份，存于）
- 學生哥封「喜劇大師」 李力持高呼「捱出頭」 頭條日報 2012-05-26

## 外部連結
- 李力持導演的Facebook專頁
- 李力持的Facebook專頁
- 李力持的Facebook專頁2020年11月8日發現連結無效
- 李力持導演的新浪微博
- 李力持在互联网电影资料库（IMDb）上的資料（英文）（英文）
- 在AllMovie上李力持的頁面（英文）
- 李力持在香港影庫上的簡介
- 李力持在豆瓣上的资料（简体中文）
- 李力持在时光网上的簡介（简体中文）